# 素盞雄神社 (荒川区)
素盞雄神社（すさのおじんじゃ）は、東京都荒川区南千住にある神社である。地元では千住素盞雄神社や南千住素盞雄神社、お天王様(おてんのうさま)と呼ばれている。
荒川区南千住、三河島、町屋と台東区三ノ輪など61町にも及ぶ区域の総鎮守で、旧郷社。例祭「天王祭」は、都内でも珍しい二天棒の神輿で神輿振りをする事で知られている。

## 祭神
- 素盞雄大神（すさのおおおかみ） – 元は牛頭天王
- 飛鳥大神（あすかおおかみ） – 元は飛鳥権現
- 木花之佐久夜毘売（このはなのさくやびめ） – 祭神が降臨した御神体である神影面瑞光荊石(しんえいめんずいこうけいせき)の代わり神

## 歴史
- 延暦14年（795年）4月8日の夜、役小角の弟子・黒珍(こくちん)が、「吾れは素盞雄大神・飛鳥大神なり。吾れを祀らば疫病を祓い福を増し、永く此の郷土を栄えしめん。」と御神託を授け、祭神の牛頭天王・飛鳥権現の二柱の神が降臨した小塚の中の奇岩[2]を祀って創建したと伝えられる[3]、江戸の町民は文人墨客たちから文化交流のサロンとしても親しまれた境内を飛鳥の杜(あすかのもり)と呼んだ。
- 創建以来、二柱を別々の社殿に奉斎していたが、享保3年（1718年）焼失し、同12年に瑞光殿を建築して合祀した。
- 古くから疫病除けで知られ、安政5年（1858年）江戸にコレラが流行した際は疫除守を求めて参詣者が群れ集まった。[4]
- 明治初期の廃仏毀釈により祭神名を素盞雄大神・飛鳥大神へ改め、社名も「飛鳥社小塚原天王宮(あすかのやしろ こつかはらてんのうぐう)」から素盞雄神社へ改称した。

## 社殿・境内
- 祭神が降臨した神影面瑞光荊石(しんえいめんずいこうけいせき)は、元治元年（1864年）浅間信仰にあやかり浅間神社（静岡県富士宮市宮町、奥宮富士山頂上富士山本宮浅間大社、山梨県笛吹市一宮町一宮浅間神社、祭神柱木花之佐久夜毘売を代わり神）を祀り、富士塚とした。
- 松尾芭蕉の「奥の細道」の旅へ出発した地点として知られ、「奥の細道」には「千じゅと云所にて船をあがれば前途三千里のおもひ胸にふさがりて幻のちまたに離別の泪をそゝぐ」と記されています。この時芭蕉が詠んだ「行く春や鳥啼き魚の目は泪」の矢立初めの句碑（松尾芭蕉の碑）が境内にあります[5]。

### 境内社
- 福徳稲荷神社
- 菅原神社
- 稲荷神社

毎年2月二の午の日に稲荷祭を斎行。

## 祭事・年中行事
天王祭6月2日に宵宮祭、3日に例大祭が行われる。京都の祇園祭と同様、夏に流行する疫病を祓う都市型の例祭。
- 陽祭（御神幸祭）：天文10年（1541年）以来三年に一度行われ、例祭の次の土日に本社神輿渡御が行われる。

神輿は重量千貫（3,750kg）、四間半（8.1m）の長柄二本（二天棒）を有する。
- 陰祭（氏子祭）：本祭以外の年に行われ、町内神輿、こども神輿、女神輿が繰り出される。

いずれも掛け声は「おいさ」、「やー」、「瓜（うり）」。その他に、一般的な御輿担ぎ手の掛け声も三河島地区では見られる。
飛鳥祭9月15日に湯立神事が行われる。

## 文化財
- 庚申塔群3基（荒川区指定文化財）[9]
- 鉄製天水桶（永瀬源内富広作）荒川区登録有形文化財(工芸品) [10]
- 松尾芭蕉の碑 荒川区指定有形文化財(歴史資料) [11]
- 加藤雀庵文・長谷川雪旦画、森 昌庵追慕の碑 荒川区指定有形文化財(歴史資料) [11]
- 富士塚・小塚原富士（荒川区指定文化財）[9]

当社御創建の起源となった「神影面瑞光荊石(しんえいめんずいこうけいせき)」のある小高い塚に、元治元年(1864)、 富士塚を築き浅間神社をお祀りしました。

## 所在地・交通
東京都荒川区南千住6-60-1
- 南千住駅より徒歩7分（経路案内）